# Juan Pablo Di Pace
Juan Pablo Di Pace (* 25. července 1979 Buenos Aires) je argentinský herec, zpěvák, režisér a model. Svou kariéru začal ve Velké Británii, vystupoval v řadě muzikálů a vystupoval ve filmech jako Ostrov přežití (2005) a Mamma Mia! (2008). Později se přestěhoval do Španělska, kde hrál v několika televizních seriálech mezi lety 2009 a 2013. V roce 2014 začal hrát jako Nicolas Treviño v seriálu Dallas americké televize TNT.

## Dětství a vzdělávání
Di Pace se narodil v Buenos Aires. Ve dvanácti letech se přestěhoval do Španělska. Žil deset let v Londýně. Hovoří plynně španělsky, italsky a anglicky. V sedmnácti letech získal stipendium na United World College of Adriatic v Duinu, Terstu, Itálii a později studoval divadlo v londýnském Studio Center.